# Denigomodu
Denigomodu (kraće Denig, a rjeđe i Denigomudu) je okrug u otočnoj državi Nauru na zapadu otoka.  Graniči s okrugom Nibok na sjeveroistoku i s okruzima Aiwo i Buada na jugu. 
U ovom okrugu nalaze se smještaji za strane radnike u lokalnoj fosfatnoj industriji. U Denigomoduu se nalazi jedina bolnica na otoku, pa je zato ovaj okrug mjesto rođenja skoro svih Nauruanaca.
U Denigomoduu nalaze se i:
- uredi NPC-a
- Denig Stadium
- trgovački centar
- meteorološka stanica otoka
- selo Arijejen
- groblje
- škola

Do 1968. današnji teritorij okruga bilo je područje gdje se nalazilo 18 povijesnih sela. To su:
1. Yaranemat
2. Aioe
3. Anapodu
4. Anatip
5. Anerowe
6. Anibawo
7. Ariyeyen
8. Atumurumur
9. Bowagae
10. Butimangum
11. Bwaterangerang
12. Bwerigi
13. Eateneno
14. Ibuge
15. Imwitada
16. Ruebe
17. Tarawoa
18. Yangor